# Чарлстон (Јута)
Чарлстон (енгл. Charleston) град је у америчкој савезној држави Јута.

## Демографија
По попису из 2010. године број становника је 415, што је 37 (9,8%) становника више него 2000. године.
| Група             | 2000.       | 2010.       |
| Белци             | 351 (92,9%) | 380 (91,6%) |
| Афроамериканци    | 1 (0,3%)    | 2 (0,5%)    |
| Азијати           | 0 (0,0%)    | 1 (0,2%)    |
| Хиспаноамериканци | 19 (5,0%)   | 22 (5,3%)   |
| Укупно            | 378         | 415         |